# Cepillo surform

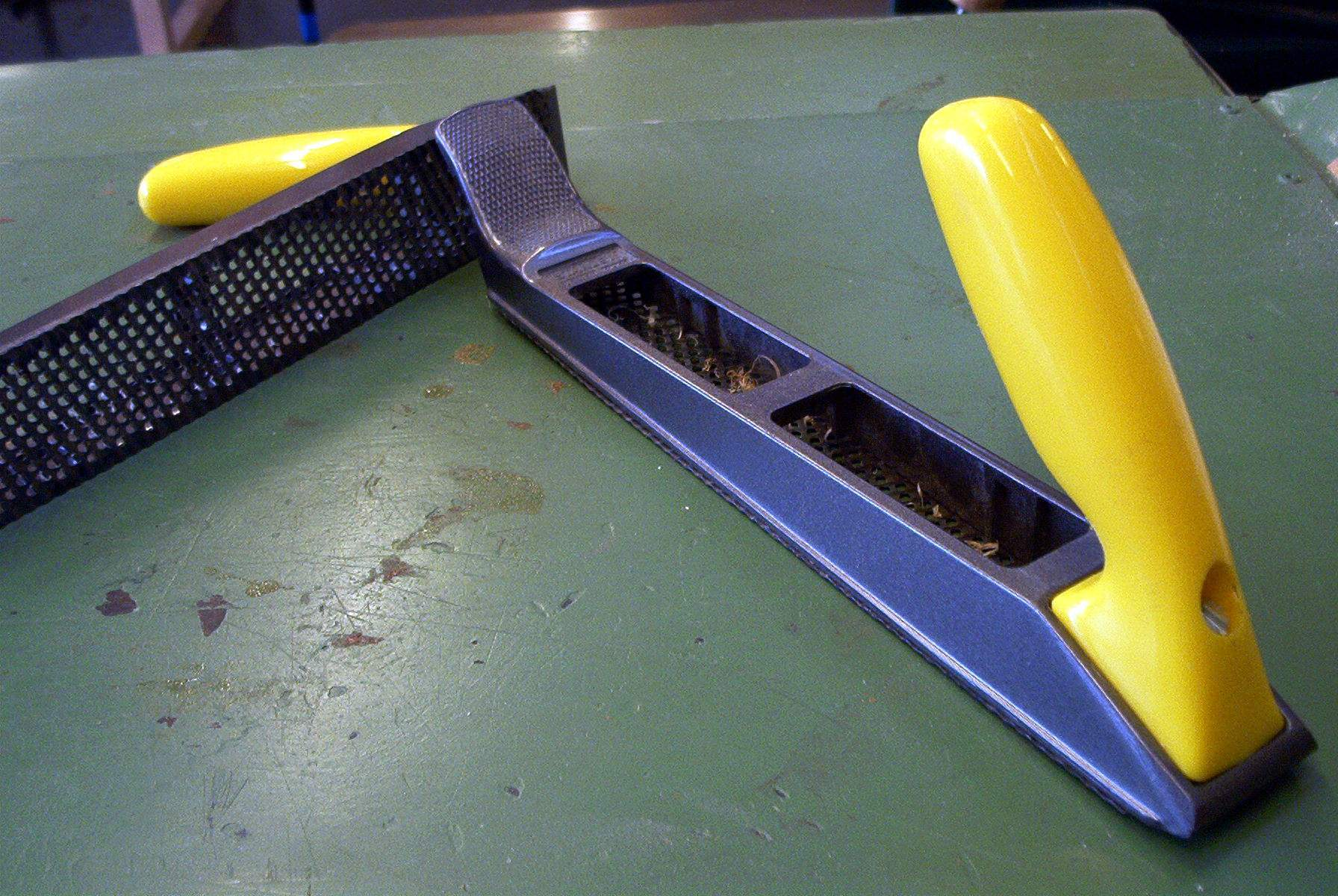
Dos cepillos surform de la marca Stanley.

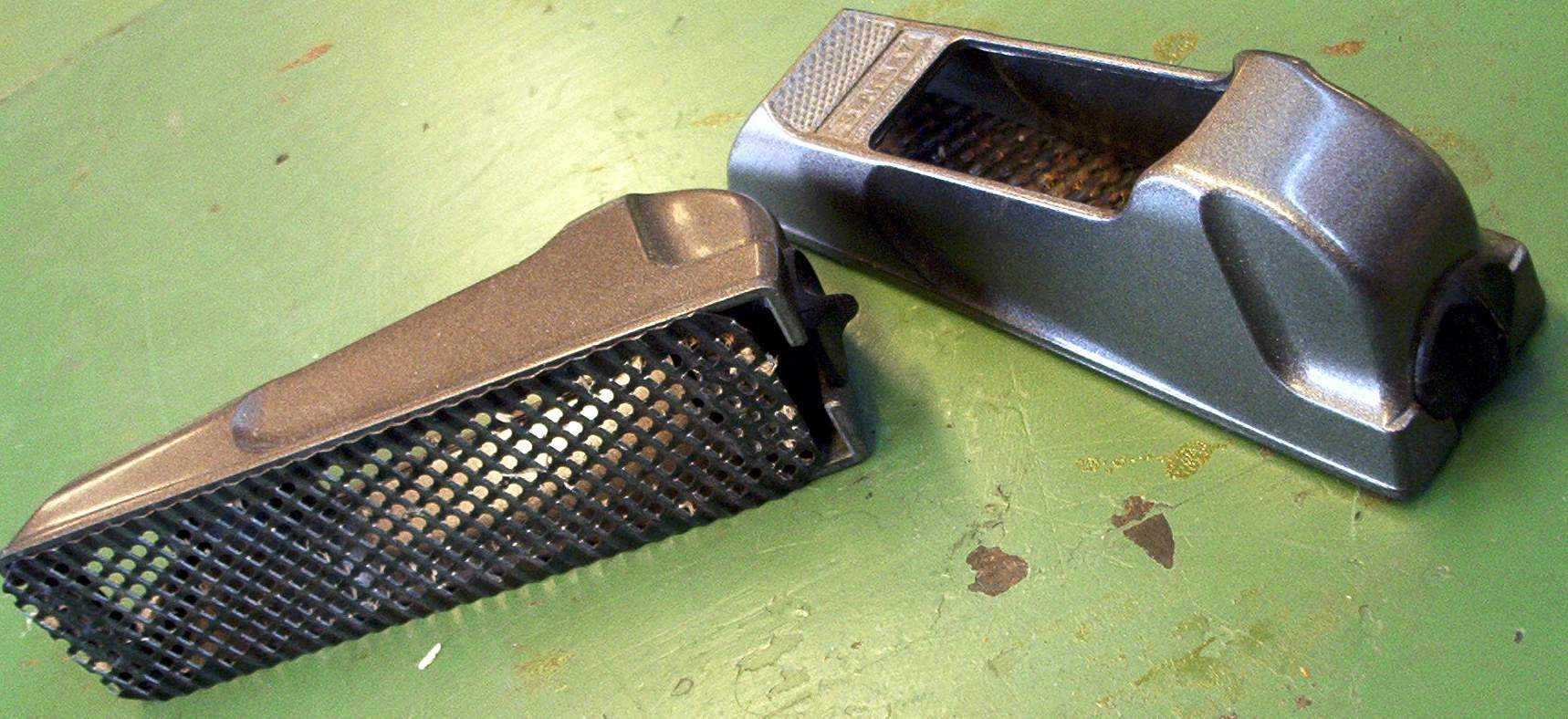
Dos cepillo Surform de bolsillo.

Un cepillo surform es una herramienta de carpintería de la familia de los cepillos de carpintero que posee un placa metálica perforada en su base que se asemeja a un rallador de alimentos. La herramienta surform consiste de una plancha de metal con agujeros pequeños donde el canto de cada agujero se encuentra afilado de forma de conformar un borde de corte. La plancha se encuentra montada sobre un cuerpo o manija. Los cepillos surform eran llamados "ralladores de queso" mucho antes de que fueran comercializados los ralladores de alimentos y queso para la cocina. Los cepillos surform se pueden considerar como una cruza entre una escofina y un cepillo de carpintero.
Aunque similares a los ralladores de alimentos construidos con una chapa de metal perforada, los cepillos surform se diferencian en que los bordes de los agujeros están afilados. Además un cepillo surform se utiliza para darle forma a piezas de madera, no para rallarlas y producir aserrín.

## Etimología e historia

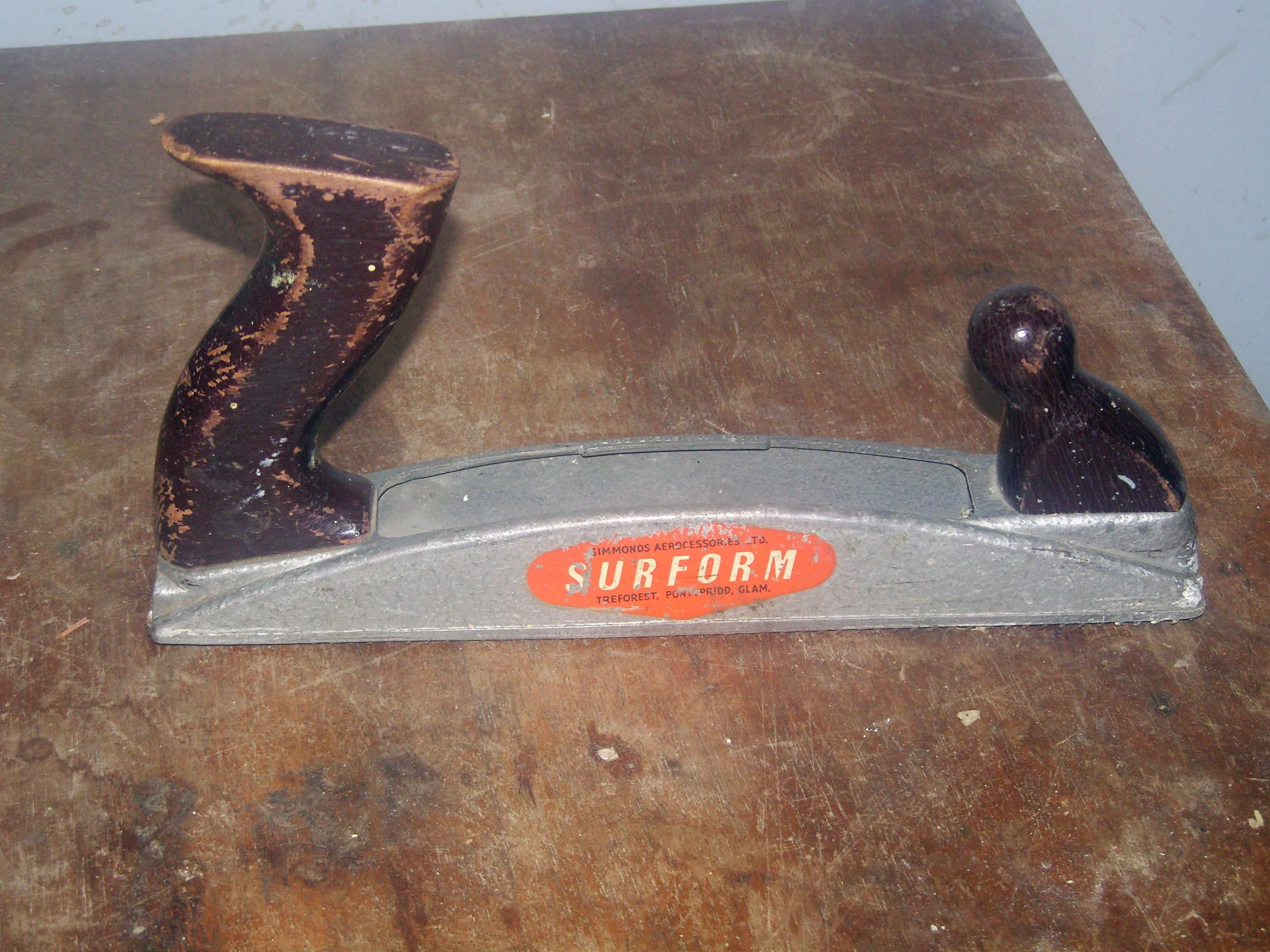
Uno de los primitivos modelos de cepillos surform de la marca Simmonds Aerocessories Ltd.

Aparentemente la palabra surform es un portmanteau de "superficie" y "forma". No queda claro si la denominación es una marca registrada que se generalizó o por el contrario es una denominación genérica que posteriormente fue registrada. Surform es una marca registrada de Stanley Black & Decker, Inc. en muchos países. El primer registro de marca de Surform corresponde al Reino Unidos en 1953.
Los primeros cepillos surform fueron inventados por una empresa del Reino Unido. En 1949 Firth Cleveland Pty Ltd de Wolverhampton Inglaterra obtuvo una patente para una herramienta surform. Una empresa socia en el Reino Unido, Simmonds Aerocessories Ltd., fue uno de los primeros fabricantes de cepillos surform. Fabricaron tres modelos de cepillos utilizando este concepto. Los mismos fueron comercializados por otra empresa asociada en el reino Unidos llamada British Lead Mills Limited, hacia 1956.
Inicialmente Stanley Works compró los derechos para fabricarla en Estados Unidos, luego compró la empresa. En 1956 Stanley comenzó a comercializar sus primeras herramientas surform, un cepillo y una escofina que utilizaban la misma hoja de corte. Hacia 1959, Stanley ofrecía una opción de hojas con dientes grandes o pequeños. Para 1966, la línea de productos incluía un cepillo pequeño, hojas (redonda, semiredonda y plana) y un dispositivo para taladro eléctrico. Para resaltar sus muchos usos Stanley utilizaba el eslogan afeita todo excepto su barba. Una característica de sus productos es que en todos ellos las hojas de corte eran reemplazables; ello era importante ya que no se las podía afilar.
Stanley utilizó la designación surform desde los comienzos de sus campañas de comercialización en 1956, y en 1967 quedó con la propiedad de la marca registrada Surform en Australia.

## Usos
Comparado con una escofina tradicional o una lija, las ventajas de una escofina surform son: acción de corte más rápida, no se colmata la herramienta con el material que remueve, y no produce polvo.
En la carpintería el cepillo surform permite con rapidez y facilidad quitar material de superficies curvas. Como quita menos madera que un bastren, es más fácil de controlar. Si bien el cepillo surform deja una terminación gruesa, las zonas trabajadas son fáciles de alisar con otras herramientas tales como limas y bloques de lija. El carpintero Sam Maloof refiriéndose a su uso para construir una silla: "Una vez que hube trabajado el brazo con una bandsaw, utilice una herramienta surform. Esta herramienta realiza la misma tarea que una argallera, permite quitar mucha madera con rapidez, pero puedo utilizarla sin preocuparme por la dirección de la veta." 